# Azillanet
Azillanet – miejscowość i gmina we Francji, w regionie Oksytania, w departamencie Hérault. Przez miejscowość przepływa rzeka Cesse. 
Według danych na rok 1990 gminę zamieszkiwało 331 osób, a gęstość zaludnienia wynosiła 23 osoby/km² (wśród 1545 gmin Langwedocji-Roussillon Azillanet plasuje się na 608. miejscu pod względem liczby ludności, natomiast pod względem powierzchni na miejscu 552.).